# 凱羅瓦吉縣
6°13′S 144°45′E / 6.217°S 144.750°E
凱羅瓦吉縣（英語：Kerowagi District），是巴布亞新畿內亞的縣份之一，位於新畿內亞島中部，由欽布省負責管轄，首府設於凱羅瓦吉，面積547平方公里，2011年人口93,107，人口密度每平方公里170人。